# Henk Groot
Hendrik Groot (22 d'abril de 1938 - 11 de maig de 2022) va ser un futbolista neerlandès que va jugar com a davanter i migcampista ofensiu. Groot va fer el seu debut professional el 23 d'agost de 1959 en una victòria per 3-0 de l'Ajax contra el NAC Breda. També va jugar al Feyenoord. Va néixer a Zaandijk. Era familiar del jugador Kick Groot.

## Palmarès
Ajax
- Eredivisie: 1959–60, 1965–66, 1966–67, 1967–68
- Copa KNVB: 1960–61, 1966–67
- Copa Internacional de Futbol: 1961–62

Feyenoord
- Eredivisie: 1964–65
- Copa KNVB: 1964–65

Individual
- Màxim golejador de l'Eredivisie: 1959–60 – 38 gols en 33 partits, 1960–61 – 41 gols en 32 partits

## Enllaços externs

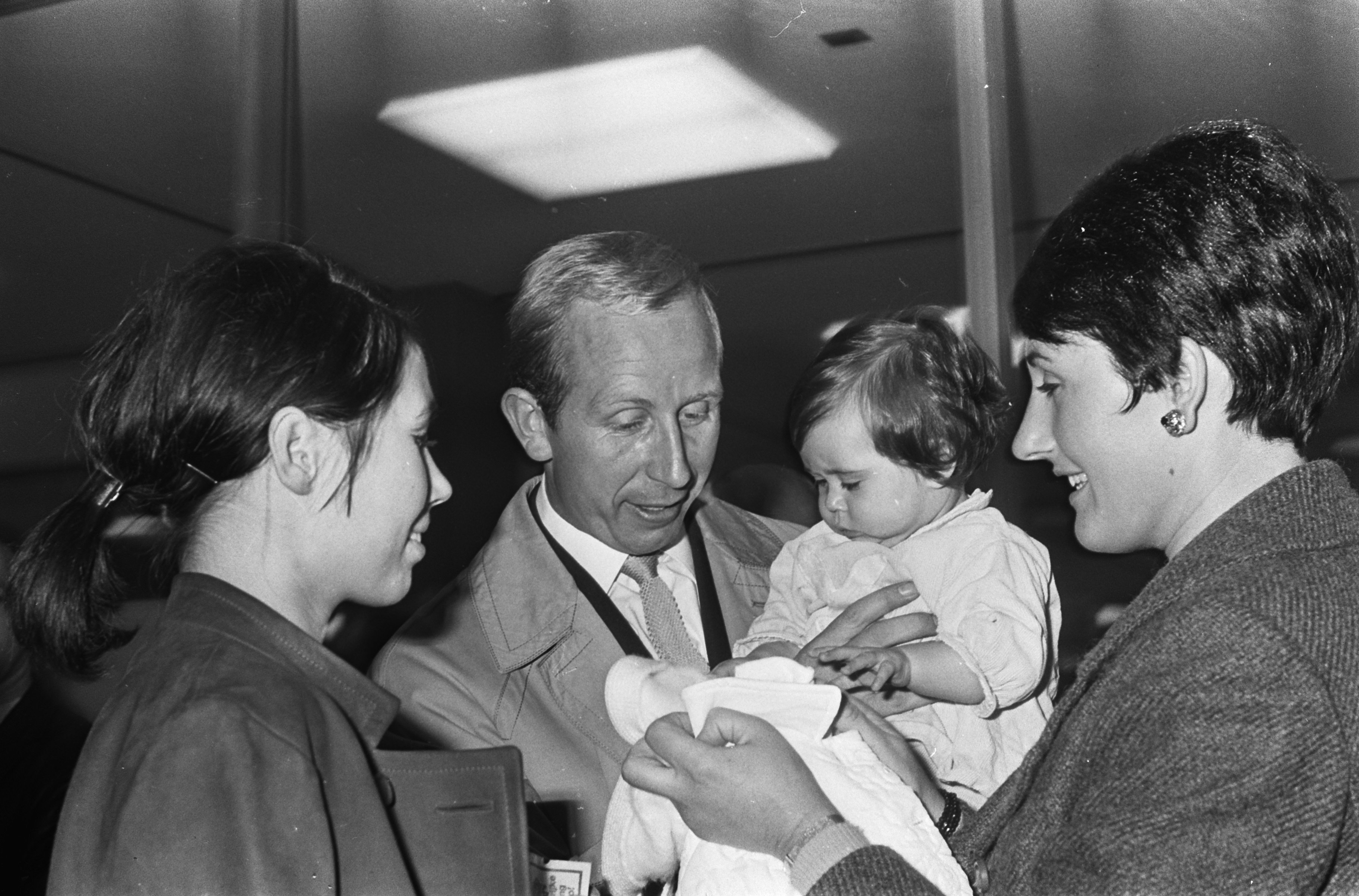
Groot amb la família el 1967